# Кадавур
Кадавур (англ. Kadavoor) — це невелике селище на східному кордоні Ернакулама, район штату Керала, Індія. Воно розташоване приблизно за двадцять кілометрів від довколишніх міст Маватапаж, Котамангалам і Тходупужа.

## Галерея

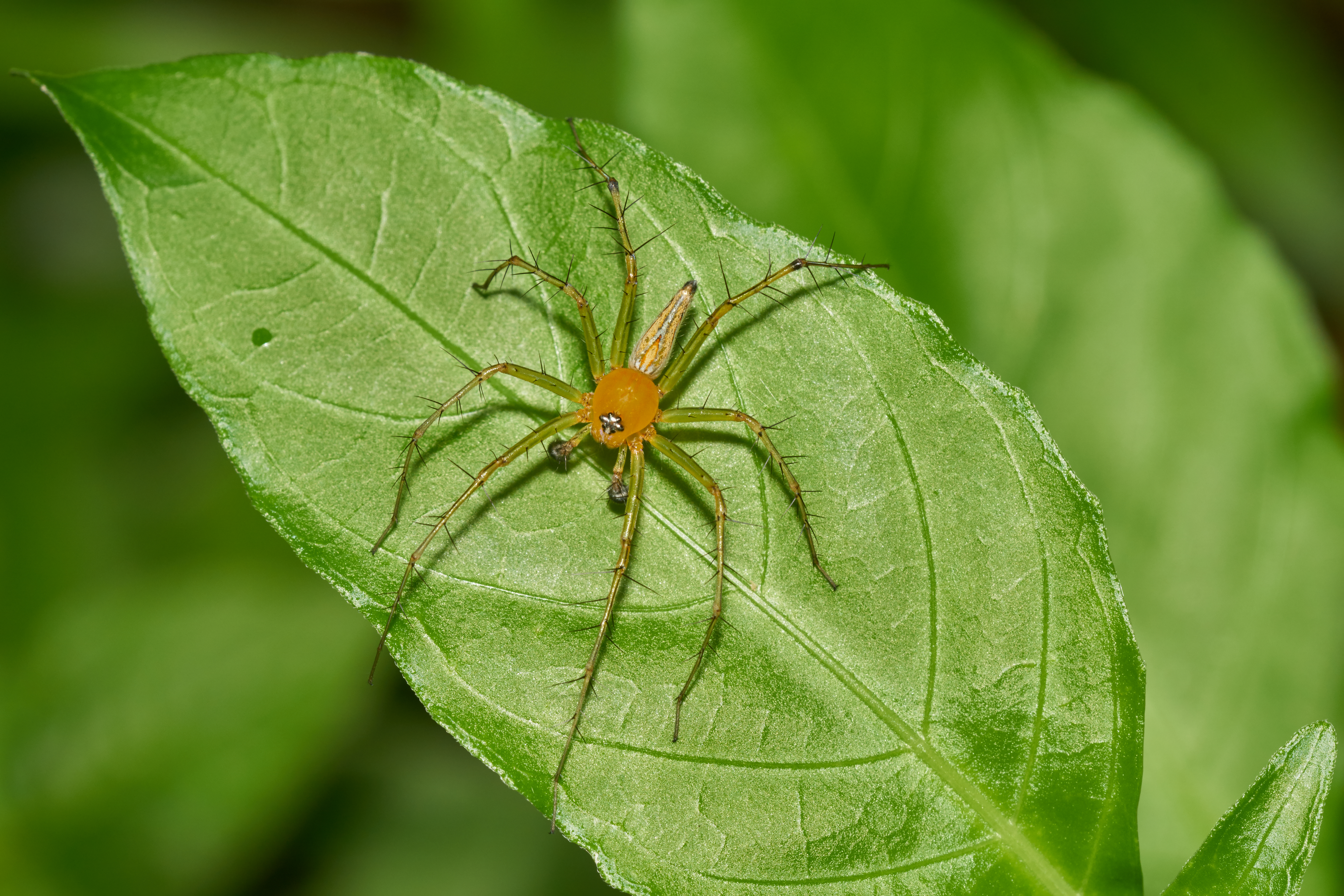
Павук (самець) Oxyopes javanus[fr] в Кадавурі
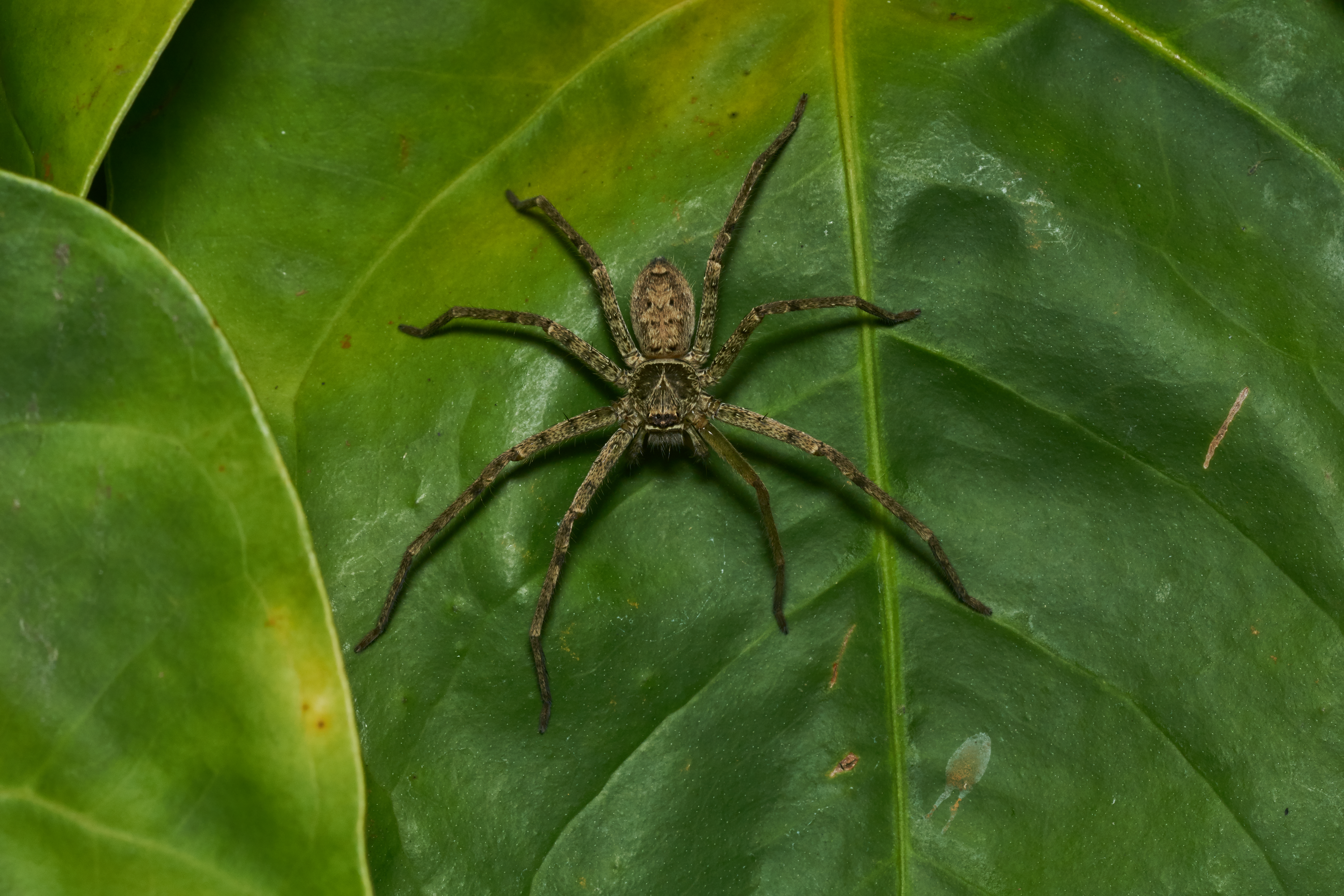
Павук Heteropoda venatoria
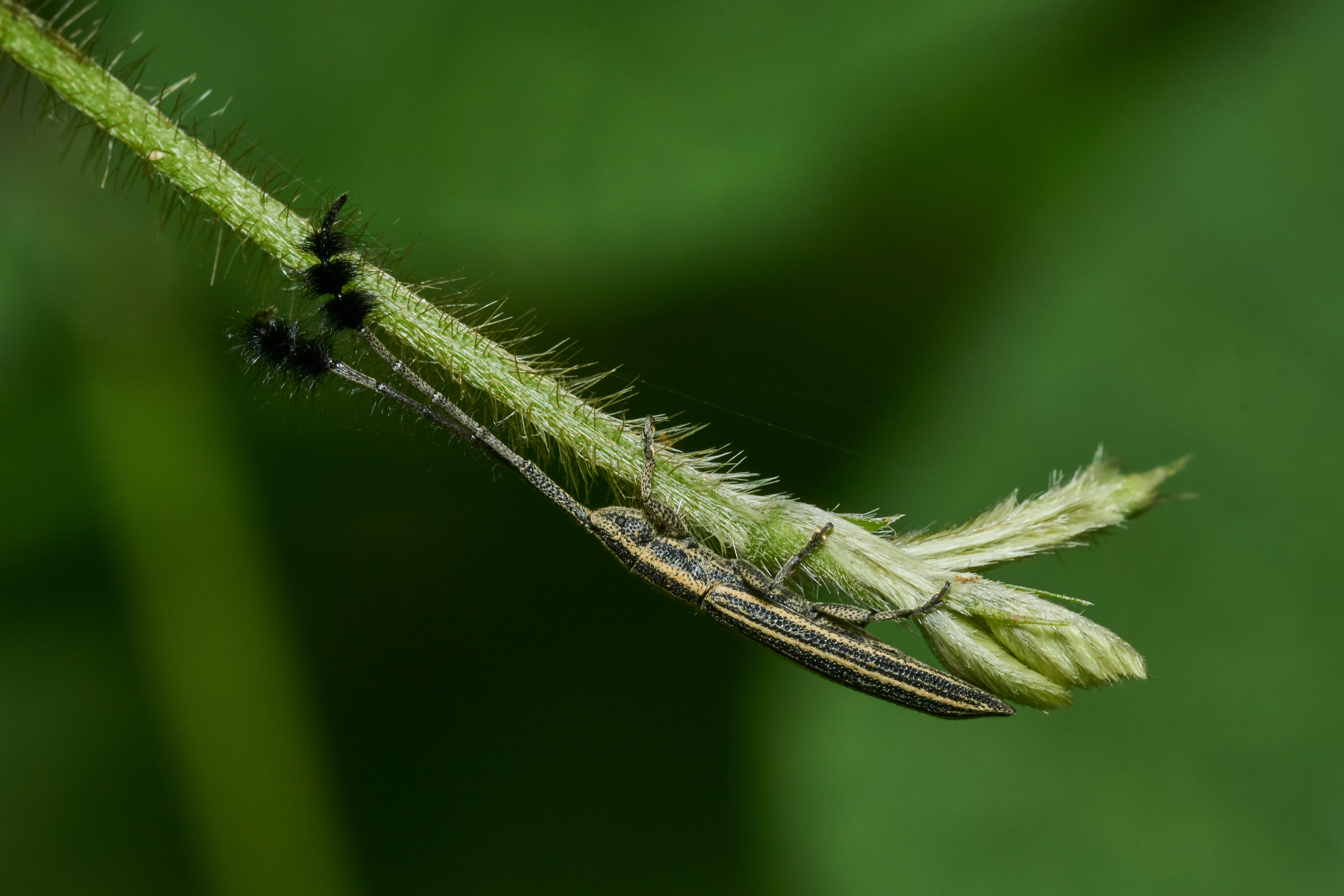
Жук-вусач Eucomatocera vittata